# Джузеппе Трівелліні
Джузеппе Трівелліні (італ. Giuseppe Trivellini, 26 грудня 1895, Готтоленго — 28 квітня 1977, Брешія) — італійський футболіст, що грав на позиції воротаря за клуб «Брешія» і національну збірну Італії.

## Клубна кар'єра
Народився 26 грудня 1895 року в місті Готтоленго. Вихованець футбольної школи клубу «Брешія». Дорослу футбольну кар'єру розпочав 1911 року в основній команді того ж клубу, кольори якої захищав до завершення ігрової кар'єри у 1930 році з перервою, пов'язаною із перериванням футбольних змагань у період Першої світової війни. 

## Виступи за збірну
1915 року дебютував в офіційних матчах у складі національної збірної Італії.
Згодом протягом 1922—1923 років відіграв ще у шести матчах за національну команду.
Помер 28 квітня 1977 року на 82-му році життя у місті Брешія.
| Дата      | Місто   | Господарі      | Результат | Гості     | Турнір           | Голи | Примітки |
| --------- | ------- | -------------- | --------- | --------- | ---------------- | ---- | -------- |
| 31-1-1915 | Турин   | Італія         | 3 – 1     | Швейцарія | товариський матч | -1   |          |
| 21-5-1922 | Мілан   | Італія         | 4 – 2     | Бельгія   | товариський матч | -2   |          |
| 3-12-1922 | Болонья | Італія         | 2 – 2     | Швейцарія | товариський матч | -2   |          |
| 1-1-1923  | Мілан   | Італія         | 3 – 1     | Німеччини | товариський матч | -1   |          |
| 4-3-1923  | Генуя   | Італія         | 0 – 0     | Угорщина  | товариський матч | -    |          |
| 15-4-1923 | Відень  | Австрія        | 0 – 0     | Італія    | товариський матч | -    |          |
| 27-5-1923 | Прага   | Чехословаччина | 5 – 1     | Італія    | товариський матч | -5   |          |
| Усього    |         | Матчів         | 7         |           | Голів            | -11  |          |